# Min dît
Min dît (kurdisch "Ich sah") ist der erste lange Spielfilm des Berliner Filmemachers Miraz Bezar, der bei dem Projekt Regie, Buch und Produktion übernahm. Koproduziert wurde der Film aus dem Jahr 2009, dessen internationaler Verleihtitel The Children of Diyarbakir (dt. Die Kinder von Diyarbakir) ist, von Corazón International, der Produktionsfirma Fatih Akıns.

## Inhalt
Der Film spielt in der Stadt Diyarbakır im Südosten der Türkei. Die zehnjährige Gülistan, ihr etwas jüngerer Bruder Fırat und die wenige Monate alte Schwester Dilovan leben in einer kurdischen Mittelstandsfamilie. Der Vater arbeitet für eine kurdischsprachige Zeitung, die Schwester der Mutter ist politisch sehr aktiv. Ein Bekannter von ihr, der untertauchen muss, kommt für ein paar Tage bei der Familie unter. Am darauffolgenden Wochenende werden die Eltern auf der Rückfahrt von einer Hochzeit vor den Augen der Kinder von Mitgliedern der JİTEM erschossen.
In den ersten Tagen kümmert sich die Tante um die Kinder. Um Reisepapiere für Stockholm zu besorgen, bricht sie nach Istanbul auf – und kommt nicht mehr zurück. Die Kinder halten sich eine Weile über Wasser, indem sie verkaufen, was sich an Einrichtungsgegenständen entbehren lässt. Aber irgendwann ist das Geld endgültig aufgebraucht. Die kleine Schwester stirbt. Der Vermieter, der mehrere Monate lang die Miete gestundet hat, setzt Fırat und Gülistan auf die Straße.
Nach und nach werden sie mit dem Leben auf der Straße vertraut. Es gibt dort viele Kinder, die ihr Schicksal teilen. Die meisten sind wegen der Zerstörung ihrer Dörfer durch das türkische Militär hierher geflohen. Die etwa zwölfjährige Zelal zeigt ihnen, wie man widerstrebende Passanten zum Kauf von Papiertaschentüchern und Feuerzeugen bewegt. Gülistan freundet sich mit Dilan, einer Prostituierten, an. Gemeinsam verbringen sie die Stunden des Tages, in denen Dilan nicht ihrer Beschäftigung nachgeht. Fırat wird Teil einer Jugendbande. Alle Kinder sind an einem fahrbaren Verkaufsstand beteiligt, der mehr Einnahmen als die Bettelei mit Pfennigware verspricht. Die große Verheißung aber ist Istanbul. Dorthin gelangt man im Wagen und unter der Fuchtel von Männern, die keinen Hehl daraus machen, dass die Kinder dort kein Zuckerschlecken erwartet.
Beide Kinder begegnen unabhängig voneinander dem Mörder ihrer Eltern. Gülistan ist in Dilans Begleitung. Sie setzt durch, dass sie mitgenommen wird in die Wohnung, in der er mit Frau und Kind lebt und während derer Abwesenheit Dilans Dienste in Anspruch nehmen will. Gülistan entwendet die Waffe, mit der er ihre Eltern erschossen hat. Sie hat mit dem Gedanken gespielt, ihn ihrerseits umzubringen, aber die Vergeltung, die sie später gemeinsam mit den anderen Kindern organisiert, ist nachhaltiger: Auf Flugblättern, die eines Morgens überall im Viertel auftauchen, informieren sie über seine Mitgliedschaft bei der JİTEM. Diese Strategie ist Gülistan und Fırat aus dem Märchen vom Wolf bekannt, der unschädlich gemacht wird, indem man ihm eine Glocke um den Hals hängt, so dass er sich an kein Opfer mehr unbemerkt heranschleichen kann.
Der Film endet mit dem Antritt einer Reise in eine ungewisse, aber wahrscheinlich nicht sehr schöne Zukunft: gemeinsam mit einem Dutzend weiterer Jungen und Mädchen steigen sie in einen Wagen, der sie zu Istanbuler Straßenkindern machen wird.

## Hintergrund
Der Film ist eine deutsch-türkische Koproduktion. Er wurde in kurdischer und türkischer Sprache gedreht.
Die Welt berichtete: „Eine Förderung hat Miraz Bezar für seinen Film nicht erhalten. Das eigene Geld war bald aufgebraucht, dann das von Freunden. Schließlich verkauften die Eltern ihr Haus, damit Bezar weiter drehen konnte. Am Ende sprang Fatih Akin rettend ein und half, dass "Before my Eyes" fertig wurde: ein Spielfilm über ein Geschwisterpaar, dessen Eltern in Diyarbakir von der Staatssicherheit ermordet werden und das ums Überleben kämpft.“
An dem Film haben viele Kinder mitgewirkt und er ist trotz der harten Thematik auch gut für ein junges Publikum geeignet. Die Story ist kindgerecht, Gewaltdarstellungen werden meist nur angedeutet. In Deutschland ist er von der FSK freigegeben ab 12 Jahren bzw. ab 6 Jahren in Begleitung eines Elternteils.

## Auszeichnungen
Auch die türkische Presse berichtete über die Premiere des Films, die am 22. September 2009 auf dem Filmfestival San Sebastián stattfand. Dort lief der Film im Wettbewerb um den New Directors Award und gewann den von einer internationalen Jugendjury vergebenen Gaztea Youth Award. Im darauf folgenden Wettbewerb des Filmfestivals in Gent erhielt er den Special Jury Award. Die Deutschlandpremiere fand auf dem 17. Filmfest Hamburg statt, wo der Film unter dem Titel Before my Eyes angekündigt war. Hier erhielt er den Young Talent Award. Zudem wurde er als erster kurdischsprachiger Film in den nationalen Wettbewerb des Antalya Altın Portakal Film Festivali eingeladen, dem wichtigsten Filmfestival der Türkei. Hier erhielt Min dît einen Preis für das beste Drehbuch. Auf dem im März stattfindenden Filmfestival Türkei/Deutschland in Nürnberg gewann Min dît den Publikumspreis. Darüber hinaus wurde Senay Orak mit einem Förderpreis ausgezeichnet. Ende 2010 gewann der Film den Hauptpreis beim Mediterranen Filmfestival in Rom und zwei Hauptpreise auf dem Filmfestival in Poznań. Zuletzt wurde Miraz Bezar als Drehbuchautor von Min dît für den Deutschen Filmpreis 2011 nominiert.